# Temporada 1979-80 de los Indiana Pacers
La temporada 1979-80 fue la cuarta de los Indiana Pacers en la NBA, tras la fusión de la liga con la ABA, donde había jugado nueve temporadas más. La temporada regular acabó con 37 victorias y 45 derrotas, ocupando el noveno puesto de la conferencia Oeste, no logrando clasificarse para los playoffs.

## Elecciones en elDraft
| Ronda | Puesto | Jugador        | Posición  | Nacionalidad   | Universidad    |
| ----- | ------ | -------------- | --------- | -------------- | -------------- |
| 1     | 13     | Dudley Bradley | Alero     | Estados Unidos | North Carolina |
| 2     | 32     | Tony Zeno      | Ala-Pívot | Estados Unidos | Arizona State  |
| 5     | 98     | Billy Reid     | Escolta   | Estados Unidos | San Francisco  |

## Temporada regular
| División Central    | División Central | División Central | División Central | División Central | División Central | División Central | División Central | División Central |
| Equipo              | G                | P                | %                | PD               | Casa             | Fuera            | Div              |                  |
| ------------------- | ---------------- | ---------------- | ---------------- | ---------------- | ---------------- | ---------------- | ---------------- | ---------------- |
| y-Atlanta Hawks     | 50               | 32               | .610             | –                | 32–9             | 18–23            | 21–9             |                  |
| x-Houston Rockets   | 41               | 41               | .500             | 9                | 29–12            | 12–29            | 20–10            |                  |
| x-San Antonio Spurs | 41               | 41               | .500             | 9                | 27–14            | 14–27            | 14–16            |                  |
| Cleveland Cavaliers | 37               | 45               | .451             | 13               | 28–13            | 9–32             | 16–14            |                  |
| Indiana Pacers      | 37               | 45               | .451             | 13               | 26–15            | 11–30            | 15–15            |                  |
| Detroit Pistons     | 16               | 66               | .195             | 34               | 13–28            | 3–38             | 4–26             |                  |

## Estadísticas
| Rk | Jugador         | Edad | P  | PT | MP   | TC  | TCI  | %TC  | T3  | T3I | %T3  | TL  | TLI | %TL   | RO  | RD  | RT  | AS  | RB  | TAP | BP  | FP  | PTS  |
| -- | --------------- | ---- | -- | -- | ---- | --- | ---- | ---- | --- | --- | ---- | --- | --- | ----- | --- | --- | --- | --- | --- | --- | --- | --- | ---- |
| 1  | Johnny Davis    | 24   | 82 |    | 35.5 | 6.0 | 14.1 | .428 | 0.0 | 0.5 | .095 | 3.7 | 4.3 | .864  | 1.2 | 1.5 | 2.8 | 5.4 | 1.3 | 0.3 | 2.5 | 2.2 | 15.9 |
| 2  | Mickey Johnson  | 27   | 82 |    | 32.3 | 7.2 | 15.5 | .463 | 0.1 | 0.4 | .156 | 4.7 | 5.9 | .799  | 3.1 | 5.2 | 8.3 | 4.2 | 1.9 | 1.4 | 3.5 | 3.5 | 19.1 |
| 3  | Mike Bantom     | 28   | 77 |    | 30.3 | 5.0 | 9.9  | .505 | 0.0 | 0.0 | .333 | 1.8 | 2.7 | .665  | 2.5 | 3.4 | 5.9 | 3.6 | 1.1 | 0.6 | 2.5 | 3.5 | 11.8 |
| 4  | Alex English    | 26   | 54 |    | 28.3 | 6.4 | 12.7 | .504 | 0.0 | 0.1 | .000 | 2.1 | 2.6 | .814  | 3.1 | 3.9 | 7.0 | 2.6 | 0.8 | 0.6 | 2.3 | 2.4 | 14.9 |
| 5  | James Edwards   | 24   | 82 |    | 28.2 | 6.4 | 12.6 | .512 | 0.0 | 0.0 | .000 | 2.8 | 4.1 | .681  | 2.2 | 4.9 | 7.0 | 1.5 | 0.7 | 1.3 | 1.6 | 4.0 | 15.7 |
| 6  | George McGinnis | 29   | 28 |    | 28.0 | 4.7 | 10.8 | .437 | 0.0 | 0.3 | .125 | 3.7 | 6.5 | .575  | 3.1 | 5.3 | 8.5 | 4.0 | 1.1 | 0.2 | 3.3 | 4.1 | 13.2 |
| 7  | Billy Knight    | 27   | 75 |    | 25.5 | 5.1 | 9.6  | .533 | 0.1 | 0.2 | .267 | 2.8 | 3.5 | .809  | 1.8 | 3.0 | 4.8 | 2.1 | 1.1 | 0.1 | 1.8 | 1.3 | 13.1 |
| 8  | Dudley Bradley  | 22   | 82 |    | 24.7 | 3.4 | 7.4  | .452 | 0.0 | 0.1 | .400 | 1.7 | 2.1 | .782  | 0.8 | 1.9 | 2.7 | 3.1 | 2.6 | 0.6 | 2.0 | 2.4 | 8.4  |
| 9  | Clemon Johnson  | 23   | 79 |    | 19.5 | 2.5 | 5.0  | .503 | 0.0 | 0.0 |      | 0.9 | 1.5 | .632  | 1.8 | 3.2 | 5.0 | 1.5 | 0.6 | 1.5 | 1.0 | 2.7 | 6.0  |
| 10 | Phil Chenier    | 29   | 23 |    | 16.5 | 2.3 | 5.9  | .385 | 0.1 | 0.3 | .333 | 0.8 | 1.1 | .692  | 0.4 | 1.1 | 1.5 | 2.0 | 0.7 | 0.4 | 1.1 | 1.3 | 5.4  |
| 11 | Joe Hassett     | 24   | 74 |    | 15.3 | 2.9 | 6.9  | .422 | 0.9 | 2.7 | .348 | 0.3 | 0.4 | .828  | 0.5 | 0.8 | 1.3 | 1.4 | 0.6 | 0.1 | 0.6 | 1.1 | 7.1  |
| 12 | Ron Carter      | 23   | 13 |    | 9.0  | 1.2 | 2.8  | .405 | 0.0 | 0.0 |      | 0.2 | 0.5 | .286  | 0.4 | 1.1 | 1.5 | 0.7 | 0.2 | 0.2 | 0.8 | 1.5 | 2.5  |
| 13 | Brad Davis      | 24   | 5  |    | 8.6  | 0.4 | 1.4  | .286 | 0.0 | 0.0 |      | 0.6 | 0.8 | .750  | 0.0 | 0.4 | 0.4 | 1.0 | 0.6 | 0.0 | 0.6 | 1.4 | 1.4  |
| 14 | Tony Zeno       | 22   | 8  |    | 7.4  | 0.8 | 2.6  | .286 | 0.0 | 0.0 |      | 0.3 | 0.3 | 1.000 | 0.4 | 1.4 | 1.8 | 0.1 | 0.5 | 0.4 | 1.1 | 1.6 | 1.8  |
| 15 | Corky Calhoun   | 29   | 7  |    | 4.3  | 0.6 | 1.3  | .444 | 0.0 | 0.0 |      | 0.0 | 0.3 | .000  | 1.0 | 0.4 | 1.4 | 0.0 | 0.3 | 0.0 | 0.1 | 0.9 | 1.1  |
| 16 | John Kuester    | 24   | 24 |    | 4.2  | 0.5 | 1.4  | .353 | 0.0 | 0.0 | .000 | 0.2 | 0.3 | .714  | 0.1 | 0.5 | 0.6 | 0.7 | 0.3 | 0.0 | 0.2 | 0.3 | 1.2  |